# Buiten westen
Buiten westen is het 29ste album uit de stripreeks De Blauwbloezen. Het werd getekend door Willy Lambil en het scenario werd geschreven door Raoul Cauvin. Het album werd uitgegeven in 1989.

## Verhaal
Bij een zoveelste slag raakt Blutch van zijn paard. Als Chesterfield terugkomt is hij spoorloos. Uiteindelijk vindt Chesterfield hem bij een boom stil zittend, levend maar bewusteloos. Als hij met hem bij een dokter is geweest, lijkt alle hoop op herstel niet aanwezig, wel heeft de dokter gezegd dat Blutch herinnerd moet worden aan belangrijke momenten in zijn leven. Chesterfield vat dit erg serieus op en wil de scène naspelen waarbij hij en Blutch elkaar voor het eerst ontmoetten (zie - Hoe het begon). Als dat niet blijkt te werken haalt hij nog meer herinneringen naar boven...

## Personages in het album
- Blutch
- Cornelius Chesterfield
- Slim
- Jack
- Elmer